# 312

## Evenimente
- 28 octombrie: Războaiele civile romane. Bătălia de la Podul Milvius, în apropiere de Roma. Împăratul roman Maxentius este înfrânt de împăratul roman Constantin I, care devine unicul stăpânitor al Occidentului.

## Decese
- 28 octombrie: Maxentius, împărat roman (n. 278)